# 제이슨 왓킨스
제이슨 왓킨스(Jason Watkins, 1966년 10월 28일 ~ )는 영국의 배우이다.

## 출연작
- 《더 시크릿》
- 《더 크라운》시즌 3